# Nerax apicalis
Nerax apicalis là một loài ruồi trong họ Asilidae. Nerax apicalis được Wiedemann miêu tả năm 1821. Loài này phân bố ở vùng Tân Bắc giới.